# Гиполиты
Гиполиты — фотосинтезирующие организмы, которые живут под камнями и минеральными породами в экстремальных климатических условиях пустынь, в том числе арктических, например  остров Корнуоллис и Остров Девон. Сообщество гиполитов называют — гиполитон.
Существуя под камнями, гиполиты защищены от воздействия ультрафиолетовой радиации и ветров. Большинство известных на 2004 год гиполитов были обнаружены под кварцевыми образованиями, которые являются одними из самых прозрачных минералов.
Однако, на  острове Корнуоллис и Острове Девон, 94—95 % из 850 случайно выбранных образцов непрозрачных доломитовых пород были колонизированы гиполитами.